# Frank Kratovil

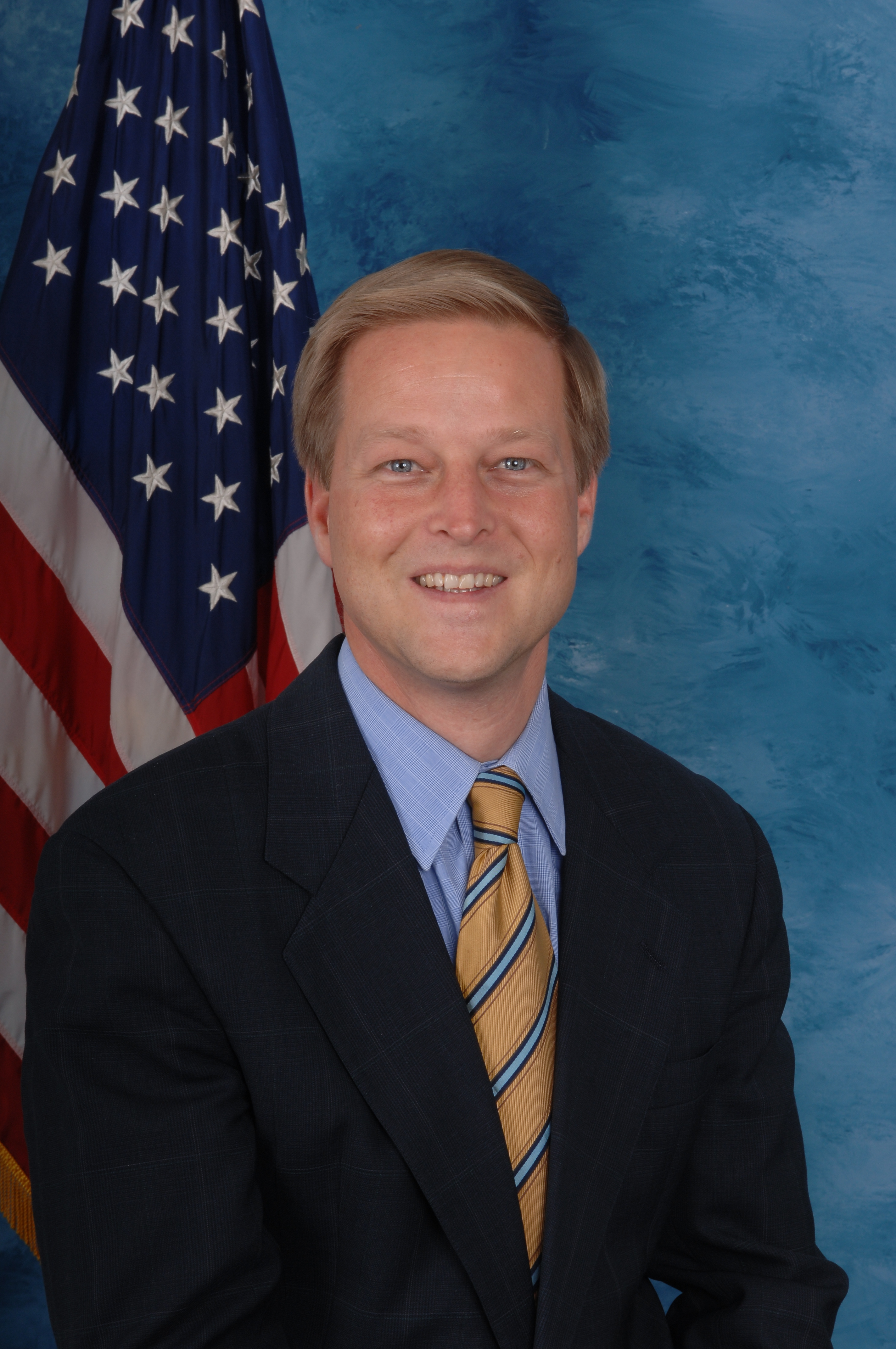
Frank Kratovil (2009)

Frank Michael Kratovil Jr. (* 29. Mai 1968 in Lanham, Prince George’s County, Maryland) ist ein US-amerikanischer Politiker. Zwischen 2009 und 2011 vertrat er den Bundesstaat Maryland im US-Repräsentantenhaus.

## Werdegang
Frank Kratovil besuchte bis 1990 das Western Maryland College in Westminster. Nach einem anschließenden Jurastudium an der University of Baltimore und seiner 1994 erfolgten Zulassung als Rechtsanwalt begann er als Jurist zu arbeiten. Zwischen 1994 und 1997 war er stellvertretender Staatsanwalt im Prince George’s County; von 1997 bis 2001 übte er die gleiche Funktion im Queen Anne’s County aus. Dort war er danach bis 2008 als Bezirksstaatsanwalt tätig. Politisch schloss sich Kratovil der Demokratischen Partei an.
Bei den Kongresswahlen des Jahres 2008 wurde er im ersten Wahlbezirk von Maryland in das US-Repräsentantenhaus in Washington, D.C. gewählt, wo er am 3. Januar 2009 die Nachfolge von Wayne Gilchrest antrat. Da er bei den Wahlen des Jahres 2010 dem Republikaner Andrew P. Harris unterlag, konnte er bis zum 3. Januar 2011 nur eine Legislaturperiode im Kongress absolvieren. Dort war er Mitglied im Landwirtschaftsausschuss, im Streitkräfteausschuss und im Committee on Natural Resources sowie in insgesamt sechs Unterausschüssen.
Seit Dezember 2011 arbeitet Frank Kratovil als Bezirksrichter. Er ist seit 1992 verheiratet. Mit seiner Frau hat er fünf Kinder.